# Firma Raymond en Theodoor de Smeth en Co.
De Firma Raymond en Theodoor de Smeth en Co. was een bankiersbedrijf uit Amsterdam.
De firma werd opgericht door de broers Raymond de Smeth en Theodorus de Smeth. Hun grootvader Joost de Smeth was reeds als bankier in Amsterdam begonnen. Onder leiding van Raymond en Theodoor groeide het bedrijf uit tot een van de machtigste banken van Europa. Zo werkten zij onder meer voor de overheid van de Verenigde Staten en voor Catharina de Grote, de tsarina van Rusland. Aan deze werkzaamheden dankt Theodoor de titel van Russisch Rijksbaron en de vernoeming van het plaatsje Smethport in Pennsylvania naar hun familie.
Over de verdere geschiedenis van de bank is weinig bekend. De broers Pieter baron de Smeth en Dirck baron de Smeth, de zonen van Theodoor, waren nog in de firma actief. Daarna is het bedrijf vermoedelijk failliet gegaan. Het bedrijfsarchief bestaat niet meer.